# Siberia (pel·lícula)
Siberia és un thriller estatunidenc de Matthew Ross estrenat l'any 2018 als Estats Units, on Keanu Reeves interpreta el personatge principal.

## Argument
Quan el soci rus d'un tractant de diamants estatunidenc (Keanu Reaves) desapareix, aquest viatja a Sibèria a la seva recerca, on coneix a Katya (Ana Ularu), la jove propietària d'un cafè.

## Repartiment
- Keanu Reeves: Lucas Hill
- Ana Ularu: Katya
- Pasha D. Lychnikoff: Boris Volkov
- Molly Ringwald: Gabby Hill
- Rafael Petardi: Pavel
- Aleks Paunovic: Yefrem
- Veronica Ferres: Raisa
- Eugene Lipinski: Polozin

## Crítica
- "Keanu Reeves tan hieràtic com de costum (...) Oblidable és, finalment, aquesta pel·lícula (...) Queda, això sí, la idea (...) d'una Europa falsa, morta i criogenitzada. Exactament el que acaba sent 'Sibèria'. (…) Puntuació: ★★ (sobre 5)"[2]

- "No és capaç de decidir quin tipus de pel·lícula vol ser (...) Tan glacial i indesitjable com la seva localització."[3]

- "Sibèria malgasta desvergonyidament l'atractiu carisma del seu protagonista i dedica molt temps a anar enlloc"[4]